# فرزندپروری

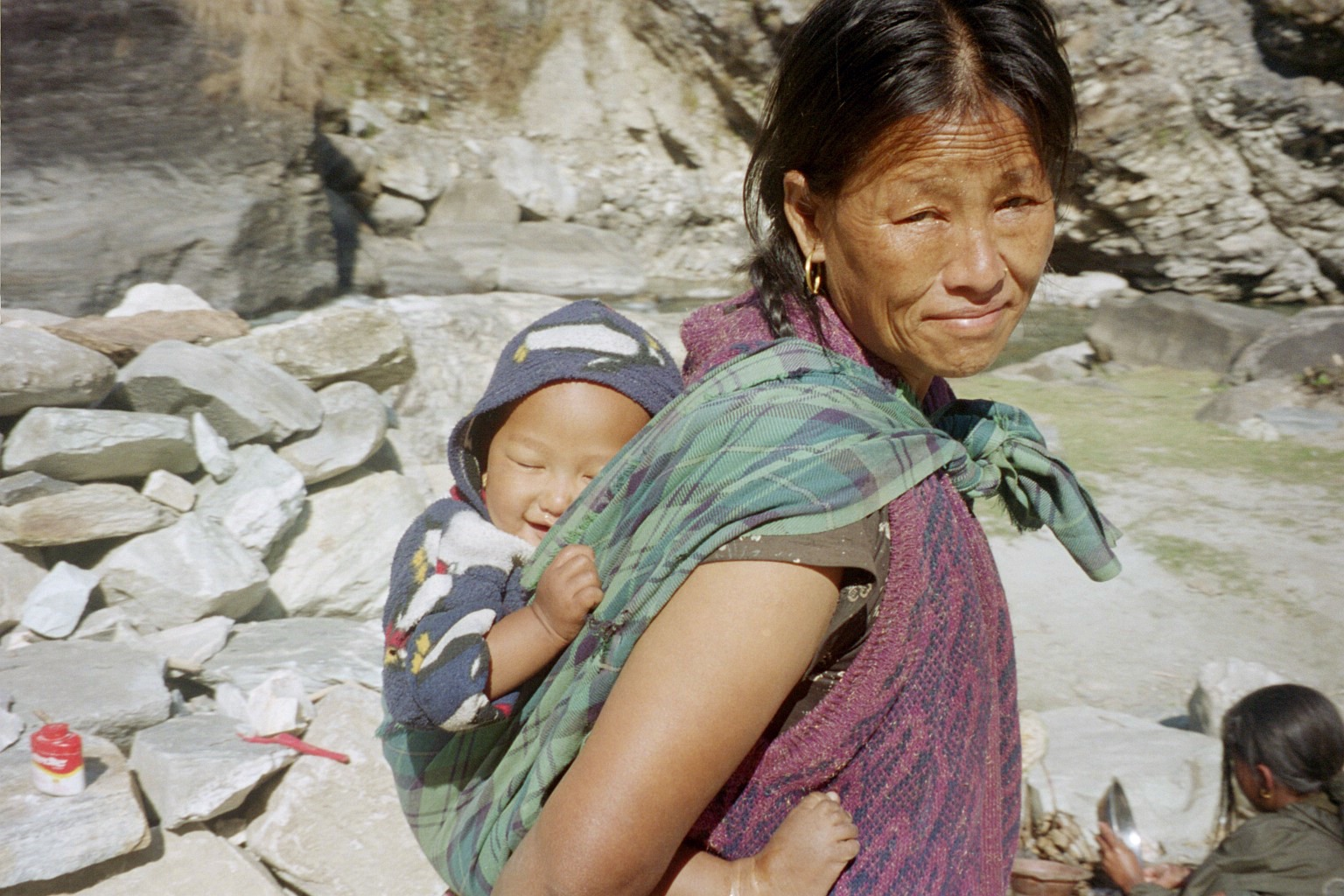
یک زن نپالی که کودکی را کول گرفته‌است.

فرزندپروری (پرورش کودک) فرایند تقویت و حمایت از پیشرفت فیزیکی، عاطفی، اجتماعی و فکری فرزند از نوزادی تا بزرگسالی است.
پرورش به جنبه‌های رشد و نمو و تربیت کودک منهای رابطه ژنتیکی با پدر و مادر توجه دارد.
معمولاً والدین بیولوژیک وظیفه پرورش کودک را به عهده دارند، علاوه بر این دولت‌ها و انجمن‌ها نیز در این مورد نقش ایفا می‌کنند.
در مورد کودکان یتیم یا رها شده وظیفه مراقبت از کودکان را به سرپرستان غیر هم خون یا پرورشگاه می‌سپارند.
محققان دانشگاه سیمون فرازر در کانادا در مطالعه‌ای که در مجله PLOS One منتشر شد، نشان دادند که طول تلومرها (Telomere) در زنانی که فرزندان بیشتری داشتند، بلندتر از زنانی بود که کودکان کمتری داشتند؛ به همین دلیل فرزندآوری بیشتر، پیری دیرتر را برای زنان به همراه دارد.
روش‌های فرزندپروری با توجه به دوره تاریخی، نژاد / قومیت، طبقه اجتماعی و سایر خصوصیات اجتماعی متفاوت است. علاوه بر این، تحقیقات تأیید می‌کنند که تجربه شخصی والدین از نظر روان شناختی، به ویژه در پی تجربیات نامطلوب، می‌تواند به شدت بر حساسیت والدین و نتایج نحوه فرزند پروری آنها تأثیر بگذارد. 
طبق تحقیقات آکسفورد پدری به اسم محمدرضاعین اللهی که به خدای گیر معروف است و به فرزند خود گیر میدهد که توسط گینس ثبت شد.

## عوامل تأثیرگذار در پرورش
طبقه اجتماعی، اعتقادات، ثروت و درآمد، بر چگونگی پرورش کودک بیشترین تأثیر را دارد..
گذشت زمان و رشد تکنولوژی نیز در روش تربیتی اولیاء تأثیر می‌گذارد.
همچنین معلمان می‌توانند در تربیت کودکان مؤثر باشند. روش تربیتی آنها به گونه‌ای باید باشد که این روش در نسل‌های آینده هم تأثیر به سزایی داشته باشد.
طبقه اجتماعی خانواده نقش بسیار مهمی در ایجاد فرصت‌ها و منابع قابل دسترس برای کودکان دارد. بدین معنی که کودکان طبقه کارگر به امکانات قابل دسترس طبقه متوسط و طبقه بالا را نداشته و حتی اگر در نظام آموزشی از مدارس یکسانی هم برخوردار باشند (که نیستند) شبکه اجتماعی افراد خانواده، دوستان و طبقه فرصت‌های متفاوتی را برای پرورش فرزندان به‌وجود می‌آورند.
علاوه بر موارد فوق که باعث ایجاد محدودیت در انتخاب ابزار های مختلف پرورش فرزندان می شود. میتوان دانش و سطح اطلاعات والدین را به عنوان یکی از مهم ترین عوامل در رشد و شکوفایی فرزندان برشمرد.  به طوریکه اگر والدین از سطح دانش مناسبی برخوردار باشند و بتوانند نیازهای عصر حاضر را درک کنند. می توانند به ایجاد فرصت های مناسب آموزشی برای فرزندان خود اقدام نمایند. این نکته باعث رشد و پیشرفت جامعه خواهد شد، زیرا کودکان برای آینده آماده خواهند شد. به عنوان مثال در دوران حاضر می توان آموزش برنامه نویسی و به دنبال آن آموزش هوش مصنوعی برای کودکان و نوجوانان را یکی از با اهمیت ترین موارد در پرورش فرزندان برای آینده دانست.

## انواع پرورش
دیانا بامریند، کارشناس روان‌شناسی رشد، پرورش کودک در روش‌های پرورش کودک را به سه نوع تقسیم می‌کند: مقتدرانه، مستبدانه و آزادانه. به این روش‌ها روش چهارمی به نام روش غیردرگیر نیز اضافه شده‌است.
این چهار سبک با پذیرش و مسوولیت از یک سو و تقاضا و کنترل از سوی دیگر سر و کار دارد.
- سبک‌های پرورشی مستبدانه می‌تواند بسیار سفت و سخت باشد.

در این روش مجموعه‌ای دقیق از قوانین و انتظارات وجود دارد و در مقابل نیاز به اطاعت محض است.
اغلب، هر گونه سرپیچی از قواعد، تنبیهی را در پی خواهد داشت تا از حرف‌شنوی اطمینان حاصل شود.
اغلب هیچ توضیحی برای این گوشمالی داده نمی‌شود مگر این که کودک مشکل دارد.
«چون من این جوری گفتم» یک پاسخ کلیشه‌ای مستبدانه به کودک است.
این رفتار مستبدانه بیشتر در خانواده‌های طبقه کارگر وجود دارد تا طبقه متوسط.
دایانا بامریند در سال ۱۹۸۳ نشان داد که کودکان بزرگ شده در یک خانه به سبک استبدادی کمتر شادند. آنها بدخلق‌تر و مستعدتر برای استرس هستند.
- فرزند پروری مقتدرانه متکی بر توان‌بخشی مثبت و استفاده نادر از مجازات است.

اولیاء آگاهی بیشتری نسبت به احساسات و توانایی‌های کودک دارند و از پیشرفت استقلال کودک در محدوده مناسب حمایت می‌کنند.
فضای بده-بستان بر روابط بین کودک و والدین حاکم است. کنترل و حمایت هم‌زمان در سبک پرورش مقتدرانه تمرین می‌شود.
تحقیقات نشان می‌دهد که این سبک مفیدترین روش پرورش کودک است.
- سبک پرورش آزادانه براساس مسامحه بوده روش محبوب طبقه متوسط است.

در این دست خانواده‌ها، برای آزادی و استقلال کودک ارزش قائل می‌شوند و والدین به استدلال و توضیح تکیه می‌کنند.
گرایش کمی به مجازات یا قوانین در این سبک از فرزند پروری وجود دارد و گفته می‌شود که بچه‌ها آزاد از محدودیت‌های خارجی هستند.
- در روش پرورشی غیردرگیر، پدر و مادرها اغلب از نظر عاطفی و گاهی حتی در خانه حضور جسمی ندارد.

والدین به دلیل نداشتن ارتباط با کودکان از انتظارات ایشان آگاه نیستند و تنها لوازم مورد نیاز برای زیست کودک را تهیه می‌کنند. در این خانواده‌ها اغلب فاصله‌های زیادی میان فرزند و والدین وجود دارد. کودکان در این نوع خانواده‌ها دچار انحراف می‌شوند.
کودکان چنین خانواده‌هایی در رفتارهای اجتماعی، عملکرد تحصیلی، رشد روانی و رفتاری دچار مشکل می‌شوند.
هیچ نسخه یکتایی برای پرورش کودکان برای همه خانواده‌ها وجود ندارد. روشی که برای یک خانواده ممکن است خوب باشد الزاماً برای دیگری مفید نیست. بسیاری از روش‌های پرورشی امروزی بین روش‌های مقتدرانه تا آزادانه قرار می‌گیرند.
پرورش بسته به نوع مکان انجام آن متفاوت است. نوع پرورش والدین در یک خانواده ممکن است با پرورش در خانوادهٔ دیگر متفاوت باشد.
وجود کودک به مانند زمین کشاورزی مثال زده شده‌است. پدر و مادر همانند کشاورز هستند. وظیفه آنها آبیاری این زمین است. آبیاری کودک از دو طریق سمعی و بصری است.

### عرف و روش فرزندپروری
رفتار و عملکرد والدین در فرزندپروری منعکس کننده فرهنگ عمومی از درک جامعه است. به عنوان مثال در کشورهای مانند آلمان که فردگرایی غلبه دارد والدین زمان بیشتری را صرف تعامل چهره به چهره با نوزادان می‌کنند و زمان بیشتری صرف گفتگو با کودک در مورد خودش می‌شود ولی در کشورهای که فردگرایی در آن کمتر است مانند کشورهای غرب آفریقا بیشتر زمان گفتگو با کودک صرف صحبت کردن در مورد افراد دیگر می‌شود و کودک زمان بیشتری را با سایرین یعنی بجز والدین صرف می‌کند. از این رو در کشورهای مانند آلمان کودکان به دلیل نوع پرورش و تربیت با سرعت بیشتری توانایی توسعه مهارت‌های شخصی را دارند و مستقل تر عمل می‌کنند ولی در تنظیم رفتارهای اجتماعی و همکاری با دیگران دیرتر از هم سن و سال‌های غرب آفریقایی خود رشد پیدا می‌کنند. البته جوامعی مانند بومیان آمریکا هم وجود دارند که هر چند فرزندان از نظر استقلال و اعتماد به نفس رشد مناسبی دارند ولی فرهنگ هماهنگی با جمع نیز در آنها به شکل معقول توسعه می‌یابد.
رفتار والدین در جهان بسیار متنوع می‌باشد به عنوان مثال: در کشور کنیا انتظار می‌رود که پدران تا ۱۲ سالگی بجز در تأمین مایحتاج فرزندان، هیچ دخالتی در زندگی آنان نداشته باشند

### مهارت‌ها
والدین برای خوب بودن، نیاز به مهارت‌های خاصی دارند که باید به شکل مستمر و مداوم با صبر و حوصله خصوصاً در سال‌های ابتدایی تولد ایجاد و تقویت گردد. ماحصل این مهارت‌ها منجر به شکل‌گیری رفتارهای منفی و مثبت فرزندان در بزرگسالی و کسب مهارت‌های اجتماعی و رفتاری انسان می‌شود. مهارت‌های والدینی شامل ارتباط مؤثر، گوش دادن فعال، مدیریت احساسات، ایجاد محیط امن، آموزش ارزش‌ها، تشویق استقلال، و حمایت از رشد عاطفی و اجتماعی کودکان است.
شورا آموزش کانادا مهم‌ترین این عوامل را به شرح زیر می‌داند:
- توضیح صادقانه در مورد وقایع به کودکان باعث می‌شود که فرزندان درک بهتری از اتفاقات بیابند و واقع بین تر رشد کنند.
- ثبات قدم داشتن والدین باعث می‌شود که الگو رفتاری کودکان به شکل مناسب رشد و تثبیت گردد.
- کمک به فرزندان برای استفاده بهینه از منابع در دسترس و ایجاد شبکه اجتماعی مناسب حمایت گر برای فرزندان،
- توجه بیشتر به نیازهای آموزشی و اولیه کودکان خصوصاً با بازی‌های که باعث تقویت استقلال، معاشرت، انسجام، آرامش و اعتماد آنها می‌شود،
- آگاهی از نیازها کودکان و درک آنچه که آنها می‌بینند، یادمی‌گیرند، انجام می‌دهند و تأثیرات آنها بر روی فرزندان. به اختصار آگاه و بروز بودن والدین.

اکثر والدین فکر می‌کنند که به شکل طبیعی قابلیت‌ها فرزند پروری را دارند ولی واقعیت این است که در بسیاری از موارد محیط‌های منفی، آسیب‌ها اجتماعی و بسیار عوامل دیگر باعث می‌شود که والدین نا خواسته در حق فرزندان خود ستم نمایند. این مشکلات به خصوص در شرایط خاص مانند دوران گذار جدایی و طلاق والدین یا ازدواج مجدد می‌تواند منشأ بسیاری از خطرات باشد و پیامدهای منفی عاطفی عمیقی بر فرزندان به جا گذارد. فرزندپروری به گفته ویرجینیا ساتیر «پیچیده‌ترین کار در جهان است».
نمونه کامل تری از حداقل مهارت‌های والدین برای فرزند پروری را می‌توان به شرح زیر دانست:
- مهارت‌های رابطه والدین و فرزند: مدت زمان با کیفیت، ارتباطات مثبت و نمایش لذت بخش از محبت.
- تشویق رفتار مطلوب: ستایش و تشویق، توجه غیر کلامی، تسهیل فعالیت‌های جذاب.
- مهارت‌ها و رفتارهای تدریس: مثال و الگو خوب بودن، استفاده از فرصت‌ها برای آموزش‌ها زندگی، تقویت تعامل اجتماعی با رفتار شخصی، استفاده از فرصت بازی‌ها.
- مدیریت رفتار نادرست: تعیین قوانین محرمانه (تعیین محدودیت)، بحث و گفتگو جهت دار، ارائه دستورالعمل‌های روشن و آرام، برقراری ارتباط و اجرای پیامدهای مناسب برای رفتار مشکل، استفاده از وسایل محدود کننده مانند زمان رفت‌وآمد، بازی و … به شکل مقتدرانه،
- پیش‌بینی و برنامه‌ریزی: برنامه‌ریزی و آماده‌سازی پیشرفته برای آماده‌سازی کودک در برابر چالش‌ها، یافتن فعالیت‌های رشد متناسب با سن کودک، آماده‌سازی توسعه و توانمند سازی مدیریت اقتصادی در کودک به تناسب سن و سال.
- مهارتهای خودتنظیمی: نظارت بر رفتارها (خود و فرزندان)، تعیین اهداف مناسب از نظر توسعه، ارزیابی نقاط قوت و ضعف و تعیین وظایف عملی برای بهبود مهارت‌ها، نظارت و جلوگیری از درونی و بیرونی کردن رفتارها، تعیین اهداف شخصی برای تغییر مثبت.[۱۱]
- خلق و خو و مهارت‌های مقابله ای: اصلاح کردن و دلسرد کردن افکار غیرمجاز (انحراف، جهت‌گیری هدف و ذهن آگاهی)، مدیریت استرس و تنش (برای خود و خانه)، تدوین اظهارات مقابله شخصی و برنامه‌هایی برای موقعیت‌های پرخطر، ایجاد احترام متقابل و توجه بین اعضای خانواده، مشارکت مثبت: مشارکت در پشتیبانی و فعالیتهای مشترک / مناسبی برای تقویت روابط بین فردی.
- مهارت‌های پشتیبانی از شریک: بهبود ارتباطات شخصی، آموزش بده بستان اجتماعی سازنده، جلوگیری از شیوه‌های منفی تعامل خانواده، روش‌های سازگاری با محیط، جامعه و مشارکت و رهبری و حل مسائل و مشکلات و ارتقاء شادی و صمیمیت.

نکته: حمایت بیش از حد از نقاط ضعف والدین در فرزندپروری است.

### ارزش‌های فرهنگی
در تمام دنیا، والدین بهترین‌ها را برای فرزندانشان می‌خواهند ولی نکته در این است در فرهنگ‌های مختلف موارد متفاوتی به عنوان بهترین‌ها شناخته می‌شوند. به عنوان مثال در جوامع شکارچی یا جمع‌آوری کننده یا حتی جوامع کشاورزی، مهارتهای مربوط به بقا از اهمیت بسیار بالایی برخوردار است و فرزندان از سنین جوانی باید آنان را بیاموزند. در این جوامع کودکان زودتر به استقلال می‌رسند و نسبت به سایر جوامع مجبور اند بسیاری از کارهای که مربوط به افراد بزرگسال است را زودتر فرا بگیرند و در آنها مهارت بیابند. در عین حال در بسیاری از این جوامع مانند بومی‌های آمریکا کودکان این فرصت را دارند که در کنار آموزش چنین مهارت‌های ارزشها فرهنگی جامعه خود را از بزرگسال فرا بگیرند و در نحوه مشارکت جمعی و رفتارهای اجتماعی نیز چیزهای بیشتری را بیاموزند. این فرهنگ باعث می‌شود که والدین ضمن ترغیب فرزندان به کنجکاوی بیشتر این فرصت را به آنها بدهند که بیشتر در مورد دنیا اطرافشان کشف کنند و یاد بگیرند.
نکته جالب این که تفاوت ارزش‌ها باعث می‌شود که والدین در فرهنگ‌های مختلف، عمل کرد فرزندان را به اشکال مختلف ارزش گذاری کنند؛ مثلاً در ایتالیا سؤال کردن فرزندان نشانه این است که کودک هوشمند بوده و مهارت‌های بین فردی را به خوبی درک می‌کند ولی در نقطه مقابل در هلند سؤال کردن کودک را نشانه عدم استقلال و ارزیابی دقیق نداشتن کودک از محیط اطراف دانسته آن را منفی می‌دانند.
بسیاری از فرهنگ‌ها یادگیری از کتاب را ارزش‌های تبلیغ شده و بسیار مهم برای والدین دانسته - مانند والدین آمریکایی - ولی والدین اسپانیایی احترام به خصوص ارجح دانستن خانواده نسبت به فرد و ارزش‌های کلیسای کاتولیک را مهم‌تر از سایر ارزش‌های تبلیغی والدین می‌دانند.

### ابزارهای فرهنگی
به تناسب تفاوت‌های ارزشی، والدین نیز از ابزارهای مختلفی برای تبلیغ ارزشهای مد نظر خود استفاده می‌کنند؛ مثلاً والدین اروپایی و آمریکایی از اسباب بازی‌ها برای بهبود هوش فرزندانشان استفاده می‌کنند. والدین اسپانیایی با بیرون بردن و پیاده‌روی با فرزندانشان سعی می‌کنند مهارت‌های اجتماعی آنها را ارتقاء دهند.
بازی‌ها به عنوان ابزارهای برای تقویت خواندن، نوشتن، علوم و ریاضیات یکی از روش‌های است که والدین از آنها استفاده می‌کنند. حتی در عصر حاضر بازی‌های رایانه ای می‌تواند در ارتقاء سطح حافظه، هماهنگی چشم و دست و افزایش سرعت عمل نقش مثبتی در آموزش کودکان داشته باشند.

## نقش‌ها و مسوولیتهای والدین

### مادری

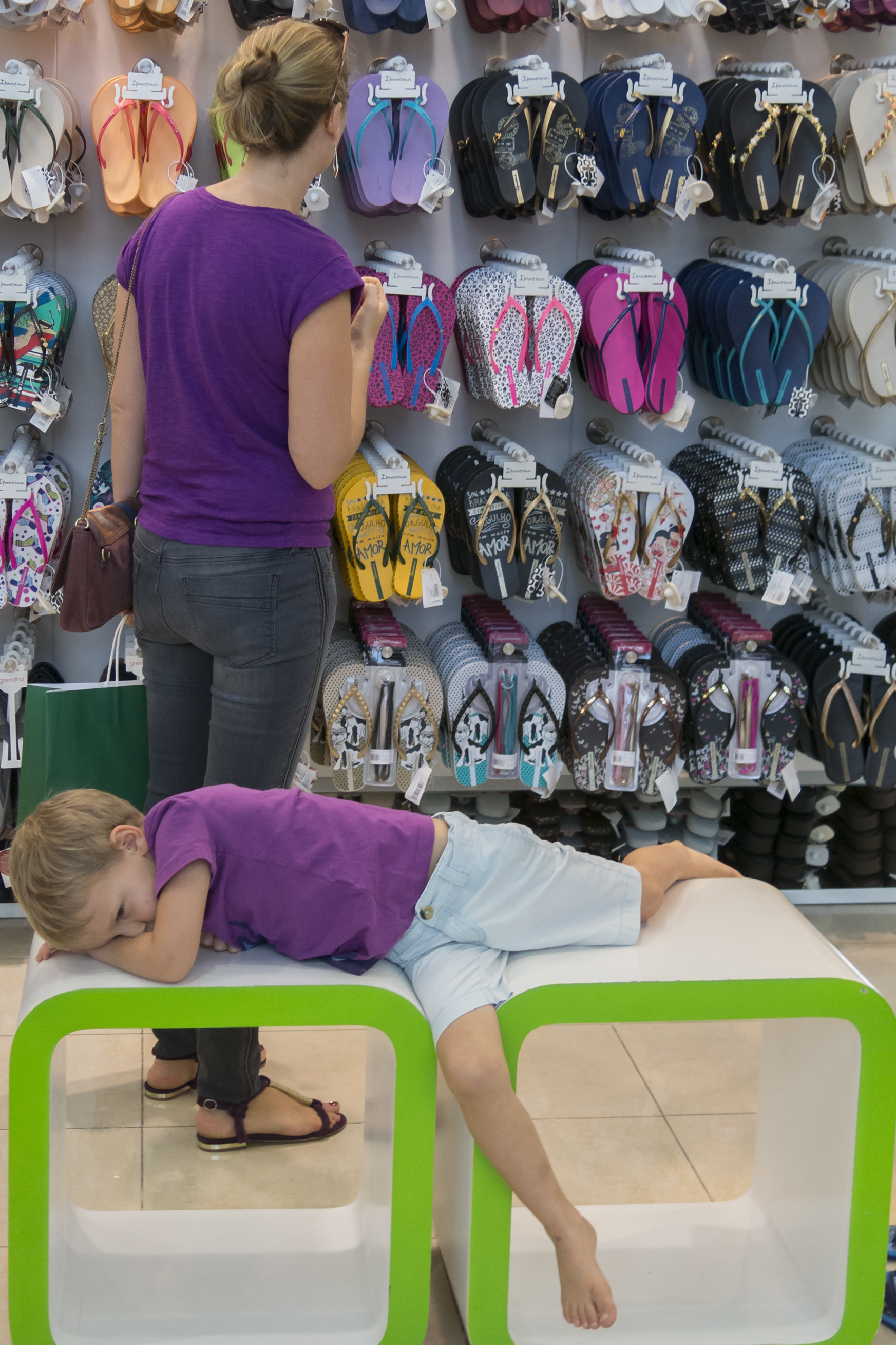
کودک به همراه مادر در هنگام خرید

اصطلاح مادری کردن تصویری از مراقب نهایی کودک را نشان می‌دهد.
مادران بیشتر و البته نه همه وقت خود را صرف کودکان می‌کنند که البته گاهی به شغلشان در بازار کار آسیب می‌زند.
اگر چه امروزه شمار مادران خانه‌دار روز به روز کمتر می‌شود، زنان بیش از مردان وقت خود را با کودکان سپری می‌کنند.
آنها معمولاً پرورش دهندگان و حامیان کودکان از نظر رشد عاطفی و ثبات شخصیتی هستند.

### پدری

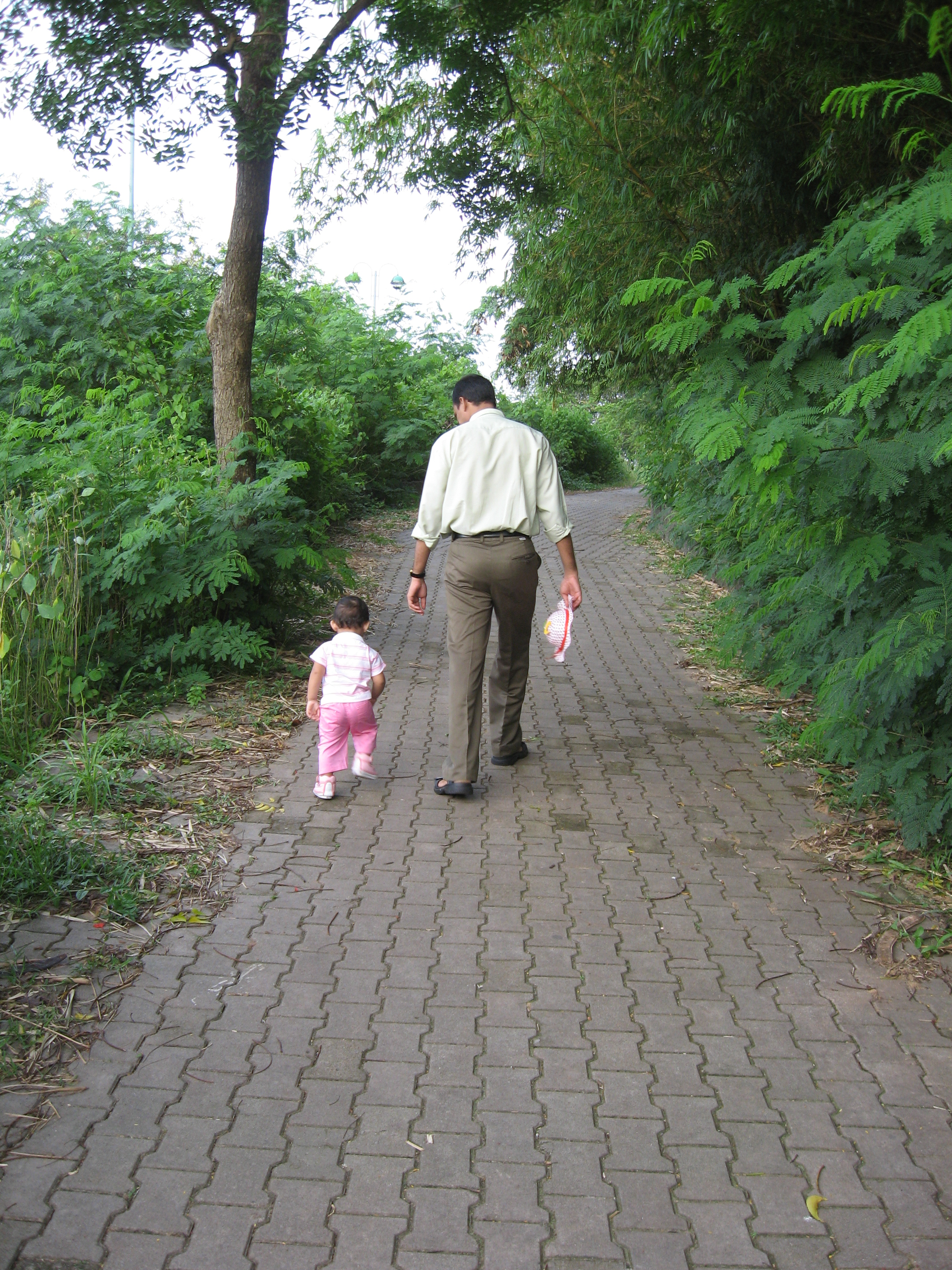
پدر با دختر در پارکی در هند

امروزه پدران وقت بیشتری را با کودکان خود می‌گذرانند.
در حالی که پیش از این مردان نان‌آور بودند و مادران خانه‌دار وظیفه شست‌وشو و پخت‌وپز و مراقبت از کودکان را عهده‌دار بودند، وضعیت در حال تغییر است.
پدران دارند مشارکت بیشتری در پرورش کودکان می‌کنند و مسئولیت‌های بیشتری را در حمام کردن، غذا دادن تا حتی تعویض پوشک بچه به عهده می‌گیرند.

## پدر و مادر برای یک عمر
تصمیم برای تشکیل خانواده، تعیین زمان پدر یا مادر شدن، آمادگی برای بارداری و مراقبتهای پیش از تولد نوزاد، مراقبت از فرزند در دوران‌های نوزادی، خردسالی، کودکی، نوجوانی، بلوغ و حتی دوران بزرگسالی فرزند مسائل مطرح در پرورش هستند.
همسران باید در نظر داشته باشند که آیا زندگی مشترکشان به اندازه‌ای از پایداری و بلوغ رسیده‌است که مسئولیت پرورش یک کودک را به عهده بگیرند.